# بارنهیل (ایلینوی)
بارنهیل (به انگلیسی: Barnhill) یک منطقهٔ مسکونی در ایالات متحده آمریکا است که در شهرستان وین، ایلینوی واقع شده‌است. بارنهیل ۱۲۱٫۰۱ متر بالاتر از سطح دریا واقع شده‌است.